# Wilhelm Hadorn
Wilhelm Hadorn (* 28. Januar 1869 in Bern; † 17. November 1929 ebenda) war ein reformierter Theologe in der Schweiz.
Nachdem er Pfarrer an der Mauritius-Kirche in Saanen, in Köniz und ab 1903 am Berner Münster gewesen war, wurde er an der Universität Bern 1922 ordentlicher Professor für Neues Testament und 1925 für Schweizerische Kirchengeschichte. Hadorn war Mitglied des Schwizerhüsli Basel, Stifter der Zähringia Bernensis und Mitglied des Greifswalder Wingolf.
Von 1918 bis 1922 präsidierte er den Synodalrat der Reformierten Kirche des Kantons Bern und 1920 bis 1921 war er der erste Präsident des Schweizerischen Evangelischen Kirchenbundes.
1909 erhielt er eine Ehrenpromotion der Universität Genf.

## Werke
- Geschichte des Pietismus in den schweizerischen reformierten Kirchen, 1901
- Himmelan. Tägliche Andachten und Gebete für junge Christen, 1901
- Unterricht im Christentum für junge Christen, 1905 (9. Auflage: 1918)
- Die Apostelgeschichte und ihr geschichtlicher Wert, 1906
- Kirchengeschichte der reformierten Schweiz, 1907
- Calvins Bedeutung für die Geschichte und das Leben der protestantischen Kirche, 1909
- Er heißt Wunderbar. Predigten, 1912 (1925²)
- Komm heim! 7 Predigten über das Gleichnis vom verlorenen Sohn, 1914²
- Er ist unser Friede. Ein Jahrgang Predigten, 1915
- Männer und Helden. Die schweizerische Reformation und ihre Segnungen, 1917
- Das letzte Buch der Bibel, 1918 (1919²)
- Die Abfassung der Thessalonicherbriefe, 1919
- Durch den Glauben. Predigten nach dem Gang des Kirchenjahres vornehmlich über Hebräer 11, 1922
- Die deutsche Bibel in der Schweiz, 1927
- Die Offenbarung des Johannes (Theologischer Handkommentar zum Neuen Testament 18), 1928
- Die Reformation in der deutschen Schweiz, 1928